# Dreieiniges russisches Volk

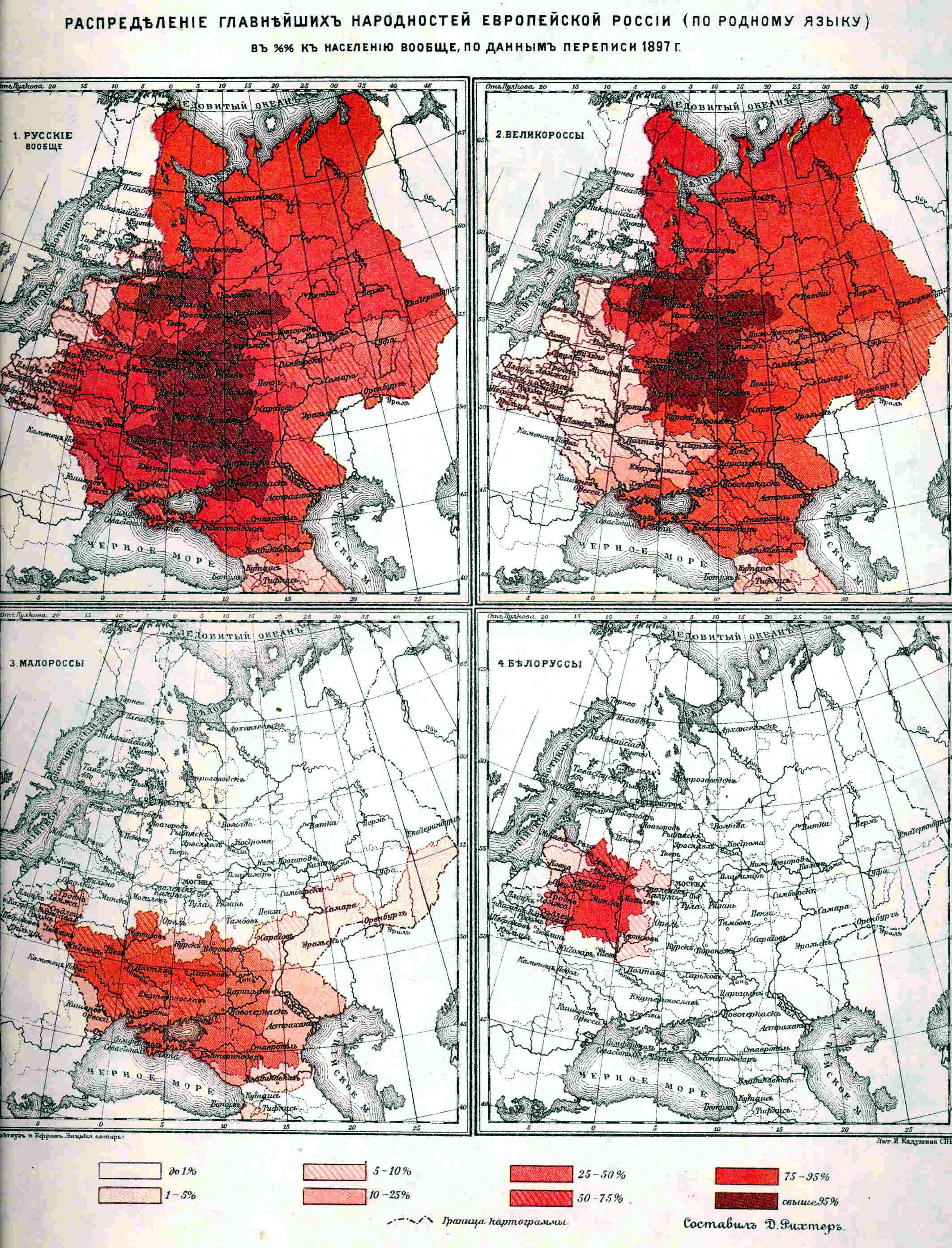
Ergebnisse der russischen Volkszählung von 1897. Zeitgenössische Darstellung für das gesamtrussische Volk und seine einzelnen Bestandteile

Dreieiniges russisches (ruthenisches) Volk (russisch Триединый русский народ, ukrainisch Триєдиний руський народ, belarussisch Трыядзіны рускі народ) ist die Vorstellung eines gesamtrussischen Volkes, das aus drei regionalen Teilgruppen besteht: Groß-, Bela- und Kleinrussen, die sich alle aus dem altrussischen Volk der Kiewer Rus entwickelt haben sollen. Die Konzeption des dreieinigen russischen Volkes war die offizielle und staatsbildende Ideologie im Russischen Kaiserreich und gehörte bis zur Russischen Revolution sowie einige Zeit danach zum weltweiten ethnologischen Standard.

## Übersetzungsspezifika
In der russischen Sprache bildet das Wort русский russkij das einzige Adjektiv zur historischen Region Rus. In der Neuzeit wurden die beiden lateinischen Formen dieser Bezeichnung, Russia und Ruthenia, nach einer Periode der Synonimität zur Grundlage für die Unterscheidung der Ostslawen. Mit dem ersten Terminus bezeichnete man vor allem Gebiete der Ostslawen im Machtbereich des Zaren (der Vorfahren heutiger Russen), mit dem zweiten Gebiete der Ostslawen in der polnisch-litauischen Adelsrepublik (Vorfahren heutiger Ukrainer und Belarussen). Manchmal bezeichnet das Wort ruthenisch auch Sachverhalte im Zusammenhang mit der Kiewer Rus, um sie von Sachverhalten, die Russland betreffen, zu unterscheiden. Die russische Sprache hat traditionell keine solche Unterscheidung. Aus diesem Grund kann sich der Ausdruck триединый русский народ sowohl auf die gesamte Rus als auch auf Russland beziehen. Dementsprechend ist auch eine sinngemäße Übersetzung als dreieiniges ruthenisches Volk möglich.

## Geschichte

### Russisches Zarentum und Kaiserreich

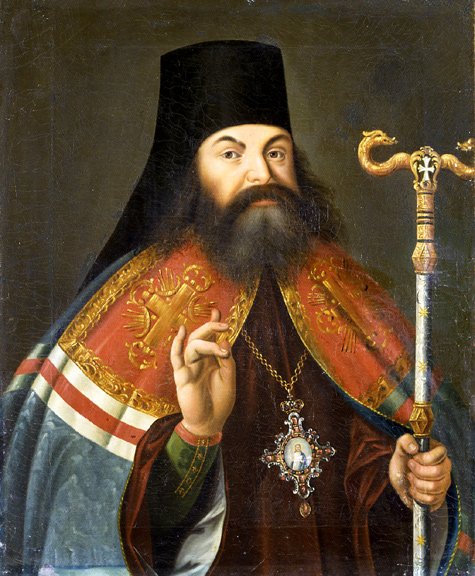
Theophan Prokopowitsch

Das Aufkommen einer neuen Staatsideologie im Zarentum Russland war mit der Integration der Linksufrigen Ukraine in der zweiten Hälfte des 17. Jahrhunderts verbunden. Die Idee einer Vereinigung der Ukraine und Russlands war nicht von der Moskauer Regierung aufgezwungen, sondern ursprünglich ukrainisch. Derartige Bestrebungen begannen bereits im späten 16. Jahrhundert im Zusammenhang mit der Diskriminierung der Orthodoxie in Polen-Litauen und setzten sich im Verlauf des 17. Jahrhunderts bis zum Chmelnyzkyj-Aufstand fort.
Das einflussreiche Buch Kiewer Synopsis (1674) des Archimandriten des Kiewer Höhlenklosters, Innozenz Giesel, enthielt eine Beschreibung der alten Einheit der „russischen Völker“. Moderne Forscher sehen dieses Werk als den Beginn der historischen Konzeption des altrussischen Volkes. In den folgenden hundert Jahren spielte Synopsis die Rolle einer spirituellen Verfassung der vereinigten Länder.
Der Autor und Ideologe der Konzeption eines dreieinigen russischen Volkes war der in Kiew geborene Erzbischof der Russisch-Orthodoxen Kirche und Professor der Kiew-Mohyla-Akademie, Theophan Prokopowitsch. Er lehrte, das russische Volk sei dreieinig, wie bereits der Titel des Zaren besage: Zar der Großen, Kleinen und Weißen Rus.

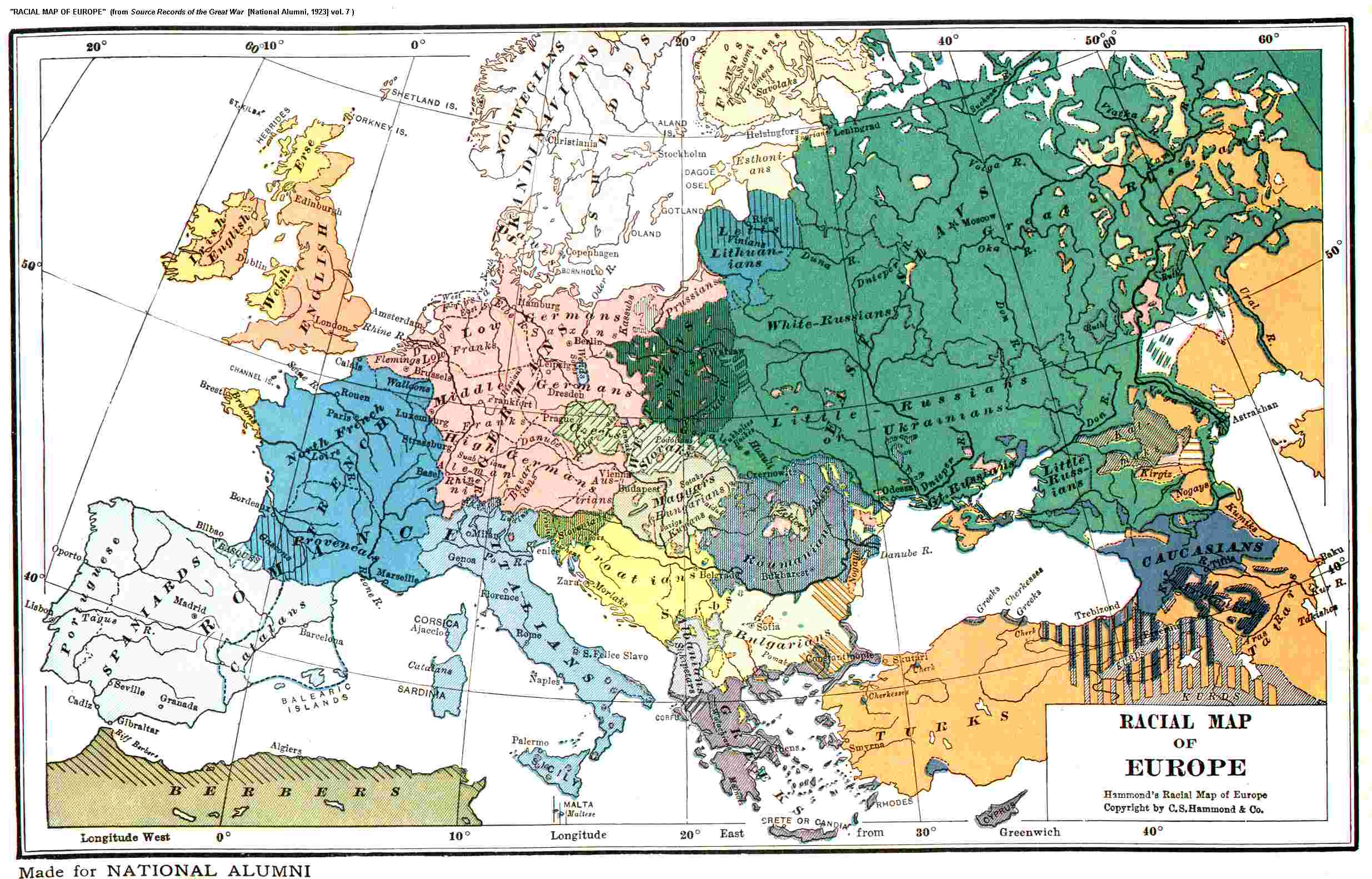
Eine britische ethnische Karte Europas (1923)

Gemäß dem russischen Historiker Andrei Martschukow bildete das dreieinige russische Volk den ethnischen und kulturellen Kern des multinationalen Russischen Kaiserreichs, während andere Ethnien sphärische Kreise darum bildeten. Der Historiker Wassili Kljutschewski vermutete, dass die Teilung des russischen Volkes in einen östlichen und einen westlichen Teil als Folge der feudalen Zersplitterung und der mongolischen Invasion geschah und später der westliche Teil in Ukrainer und Belarussen zerfiel. Auf diese Weise erwuchsen aus dem altrussischen Volk die drei Zweige des gesamtrussischen Volkes seiner Zeit. Auch der Historiker Nikolai Kostomarow, der eher der ukrainophilen Strömung zuzurechnen war, erkannte die Existenz eines gesamtrussischen Volkes an.

### Sowjetära
Die frühen Bolschewiki lehnten die Konzeption eines dreieinigen russischen Volkes prinzipiell ab, da sie sie als ein Attribut des Zarismus, konservativen Nationalismus und der im Russischen Bürgerkrieg gegen sie kämpfenden Weißen Bewegung ansahen. Sie versuchten, die Sympathien der separatistischen Bewegungen zu gewinnen, indem sie die Ukrainer und die Belarussen als eigenständige Völker anerkannten. In den 1920er Jahren führten die Bolschewiki die Politik der Korenisazija ein, die ihre spezifische Ausprägung als Ukrainisierung und Belarussifizierung hatte. Damit hofften sie, die Reste des konservativen und „imperialistischen“ Geistes unter den Ostslawen im Sinne des revolutionären Internationalismus zu zerstören.
Die Stalinzeit, die dem Sieg über die Trotzkisten folgte, war durch eine gewisse Wiederbelebung der alten imperialen Konzeptionen geprägt, auch wenn der Status der Ukrainer und Belarussen als eigenständiger Völker nicht mehr in Frage gestellt wurde. Die Kiewer Rus wurde von Stalins Historikern als eine „gemeinsame Wiege“ der drei ostslawischen Völker definiert, während verstärkt die Konzeption eines altrussischen Volkes, das sie bewohnte, ausgearbeitet wurde. Einen klaren Einfluss der vorrevolutionären Konzeption des dreieinigen russischen Volkes weisen Werke des Sowjetakademikers Nikolai Derschawin auf, der 1944 eine Monografie namens Der Ursprung des russischen Volkes: des großrussischen, des ukrainischen und des belarussischen veröffentlichte.
In der Ära Nikita Chruschtschows wurden diese Ansichten durch eine neue Konzeption verdrängt, die den Aufgaben seiner Zeit nützlicher schien: die Konzeption eines Sowjetvolks (советский народ), einer neuen Gesellschaft, die gemeinsame Züge aufweist.
Obwohl gleichzeitig unionsrechtlich mit der Sowjetunion verbunden, waren auch die Ukraine und Weißrussland am 24. Oktober 1945 eigene Gründungsmitglieder der Vereinten Nationen (UNO). Sie hatten eigene Stimmen in der Generalversammlung der Vereinten Nationen und waren souveräne Staaten neben der UdSSR, wenngleich die Stimmen im Block abgegeben wurden.

### Moderne Zeit – Erneuerung der Idee unter Wladimir Putin
Nach der Auflösung der UdSSR und der Entstehung der unabhängigen Staaten Russland, Ukraine und Belarus hatten die Konzeptionen eines gesamtrussischen oder sowjetischen Volkes zunächst ihre ideologische Bedeutung verloren. Stattdessen erstarkte das Gefühl nationalen Selbstbewusstseins in den einzelnen Sowjetrepubliken und Konzeptionen, die eine Einheit oder gar die Verwandtschaft dieser Nationen bestreiten, erfuhren eine rapide Entwicklung, um dem ideologischen Bedarf der Prozesse der Nationenbildung zu entsprechen. In zahlreichen Referenden sagten sich die Völker der meisten ehemaligen Sowjetrepubliken von Russland los und erklärten ihre Unabhängigkeit. Die Konzeption der Dreieinigkeit wird dort daher mittlerweile größtenteils als eine Kategorie der vergangenen Jahrhunderte betrachtet.
Allerdings bleibt die Konzeption eines dreieinigen russischen Volkes in verschiedenen Formen in den politischen und publizistischen Sphären Russlands, aber auch teilweise der Ukraine und Belarus am Leben. Die Russisch-Orthodoxe Kirche, deren „Patriarch von Moskau und der ganzen Rus“ (seit 2009 Kyrill I.) durch die Auflösung der russischen Großstaaten an Macht und Einfluss verloren hatte, macht sich für das Konzept der „russischen Welt“ (русский мир) stark und spricht offen über die Notwendigkeit der „Wiedervereinigung“ des dreieinigen russischen Volkes, die manchmal als das „wichtigste Ziel für das 21. Jahrhundert“ bezeichnet wird.
Mit der Machtübernahme von Wladimir Putin, seit 1999 wechselnd Ministerpräsident oder Präsident Russlands, bekam das Konzept auch politisch wieder einen starken Fürsprecher. Als Präsident ließ er die revisionistische Idee der „Wiedervereinigung“ eines dreieinigen russischen Volkes wiederaufleben und machte sie zu seiner ideologischen Grundlage, die er bereits 2013 vor dem Waldai-Klub ansprach, sowie in einem Dokumentarfilm in Form eines Interviews wiederholte und im Sommer 2021 in Form des Essays Zur historischen Einheit von Russen und Ukrainern  veröffentlichen ließ. Mit dem Angriffskrieg gegen die Ukraine 2022 fand diese Haltung einen gewalttätigen Ausdruck gegen das westliche Nachbarland. Sie findet Verstärkung in den russischen Medien (siehe z. B. Was Russland mit der Ukraine tun sollte). Mit Belarus dagegen arbeitet Russland eng zusammen, insbesondere wird der dortige russlandnahe Präsident Aljaksandr Lukaschenka unterstützt.

## Belege
1. ↑  Реєнт О. П. Українсько-білоруські взаємини у XIX – на початку XX ст.: процес становлення (Memento vom 2. November 2012 im Internet Archive) (ukrainisch; PDF; 120 kB) // Головний редактор: В. А. Смолій Український історичний журнал : науковий журнал. — Київ: Інститут історії НАНУ, 2008. — В. 1 (478), ISSN 0130-5247, S. 161–169 (russisch).
2. 1 2 3 4 5  Синяков С. В. Украинская история как пространство современного творчества (Memento vom 8. August 2017 im Internet Archive) (russisch; PDF; 471 kB) // Вісник Національного технічного університету України “Київський політехнічний інститут”. Філософія. Психологія. Педагогіка : науковий журнал. — Київ, 2011. — В. 2. — С. 151-158. — ISSN 0201-744X.
3. ↑  Юсова Н. Н. Давньоруської народності концепція // Енциклопедія історії України. У 5 т. / Редкол В. А. Смолій та ін. — Інститут історії України НАН України. — Київ: Наукова думка, 2003. — Т. 2. Г-Д. — С. 275-276. — 528 с. — 5000 экз. — ISBN 966-00-0405-2 (russisch).
4. ↑  Марчуков А. В. Украинское национальное движение: УССР, 1920-1930-е годы : цели, методы, результаты. — Москва: Наука, 2006. — С. 28. — 528 (russisch).
5. ↑  Ключевский В. О. Сочинения: В 9 т. М., 1987. Т. І. Курс русской ис-тории. Ч. І. С. 294, 295-296, 298 (russisch).
6. ↑  Юсова Н. Н. Идейная и терминологическая генеалогия понятия «древнерусская народность» (Memento vom 27. September 2013 im Internet Archive) (russisch; PDF; 542 kB) // Rossica antiqua : научно-теоретический журнал. — Санкт-Петербург: Исторический факультет Санкт-Петербургского государственного университета, 2010. — В. 2. — С. 1-53.
7. ↑  Мысли о федеративном начале в Древней Руси // Собраніе сочиненій: Историческіе монографіи и изследованія. 8 кн., 21 т. — СПб, 1903. — Т. 1, Кн. 1. — С. 24 (russisch).
8. ↑  Юсова Н. Первое совещание по вопросам этногенеза (конец 1930-х гг.) (Memento vom 27. September 2013 im Internet Archive) (russisch; PDF; 404 kB) // Наукові записки з української історії : Збірник наукових праць. — Переяслав-Хмельницький: ДВНЗ „Переяслав-Хмельницький державний педагогічний університет імені Григорія Сковороди“, 2008. — В. 21. — С. 240-251.
9. ↑  Дронов Міхаїл Ностальгія за Малоросією (ukrainisch; PDF; 2,5 MB) // Український журнал : Інформаційний культурно-політичний місячник для українців у Чехії, Польщі та Словаччині. — 2007. — В. 1 (19). — С. 32-33.
10. ↑  Языковое законодательство Украины и защита прав русскоязычных граждан (Memento vom 6. März 2014 im Internet Archive) (russisch; PDF; 216 kB). Доклад Киевского центра политических исследований и конфликтологии, подготовленный по материалам исследования, проведенного при грантовом содействии фонда «Русский мир». — Киев, 2010.
11. ↑  Левяш И. Я. Русские в Беларуси: дома или в гостях? (russisch) // Социс : научный журнал. — 1994. — В. 8-9. — С. 139-142.
12. ↑  Крутов А. Н. Воссоединение должно стать ключевым словом нашей деятельности (Memento vom 28. September 2013 im Internet Archive) (russisch; PDF; 2,0 MB) // Страны СНГ. Русские и русскоязычные в новом зарубежье. : информационно-аналитический бюллетень. — Москва: Институт стран СНГ, Институт диаспоры и интеграции, 2008, 8 декабря. — В. 210. — С. 25.
13. ↑  Воссоединение русского мира - главная задача на XXI век // Золотой лев : материалы Круглого стола (russisch).
14. ↑  Marek Menkiszak: The Putin doctrine:The formation of a conceptual framework for Russian dominance in the post-Soviet area. In: OSW Commentary. Centre for Eastern Studies (OSW), 27. März 2014, abgerufen am 31. August 2023 (englisch).